# Otto Malling
Otto Valdemar Malling (Kopenhagen, 1 juni 1848 – aldaar, 5 oktober 1915) was een Deens componist en organist. Zijn broer Jørgen Malling was eveneens musicus.
Zijn muziekopleiding kreeg Malling van Niels Gade en Johan Peter Emilius Hartmann aan het Deens Conservatorium. Orgeldocent was Gottfried Matthison-Hansen. Zoals destijds gebruikelijk startte hij zijn muzikale loopbaan als dirigent van een zangvereniging, in dit geval de Studentersangforeningen. In weerwil van zijn leraar Niels Gade startte Malling een vereniging die een moderner repertoire wenste dan de behoudende concertvereniging van Gade zelf. De vereniging van Malling bestond tien jaar (1883-1893), waarna ze opgeheven werd. Ondertussen was hij begonnen met het schrijven van muziek, waarbij zijn opus 1 bestond uit liederen voor mannenkoor. Werken met zang zouden zijn repertoire blijven overheersen; hij schreef wel dertien cantates tegenover slechts één symfonie. Dat er geen muzikale onenigheid bestond tussen Malling en Gade blijkt uit het feit dat Gade hem in 1885 naar het conservatorium haalde om zelf les te gaan geven, vanaf 1899 zou hij er directeur van zijn. Een van zijn leerlingen was Knudåge Riisager.   
Naast genoemde werkzaamheden was hij organist van diverse kerken in Kopenhagen, de belangrijkste zijnde de Vor Frue Krike. Voor zijn werkzaamheden ontving hij in 1905 de Orde van de Dannebrog. Kopenhagen kent een Otto Mallings Gade.

## Werken (een selectie uit zijn oeuvre van ongeveer honderd werken)
- Sange for mandskor (opus 1)
- Symfonie in d mineur (opus 17, circa 1884)
- Fantasia voor viool en orkest (opus 20)
- Pianotrio (opus 36, 1889)
- Pianokwintet (opus 40)
- Pianoconcert (opus 43, 1890)
- Det hellige land (opus 46, uitgegeven 1897)
- Christi Fødsel (opus 48, 1892)
- Strijkoktet (opus 50)
- Jomfru Maria (opus 70)
- De hellige tre konger (opus 84)
- Nachtklange aus Davids Psalmen (opus 89)

- Bibliothèque nationale de France: cb16391701w (data)
- Gemeinsame Normdatei: 116696125
- International Standard Name Identifier: 0000 0000 8367 2945
- Library of Congress Control Number: no91009835
- Nationale Bibliotheek van Letland: 000042948
- MusicBrainz: b0aeaba9-5544-49c4-811a-7d3cbb1e2084
- Nationale Bibliotheek van Tsjechië: xx0158427
- Nederlandse Thesaurus van Auteursnamen: 21762264X
- LIBRIS: 299943
- SNAC: w6bg318w
- Système universitaire de documentation: 228897572
- Virtual International Authority File: 27829431
- WorldCat: E39PBJg4gDBH9rFqHGvRRTbGHC